# 11422 Alilienthal
11422 Alilienthal eller 1999 LD7 är en asteroid i huvudbältet som upptäcktes den 10 juni 1999 av Spacewatch vid Kitt Peak-observatoriet. Den är uppkallad efter Alfred Lilienthal.
Asteroiden har en diameter på ungefär 4 kilometer och den tillhör asteroidgruppen Astraea.